# Јефрем Сирин
Јефрем Сирин (сир. ܡܪܝ ܐܦܪܝܡ ܣܘܪܝܝܐ, Mār ʾAp̄rêm Sūryāyā; око 306 – 373) је био сиријски ђакон и хришћански теолог из 4. века. Писао је углавном химне, песме и библијске коментаре. Сматра се најзначајнијим црквеним оцем сиријске традиције. хришћани широм света, а посебно у Сирији, га поштују као свеца.

## Живот
Јефрем Сирин је рођен у Сирији од сиромашних родитеља у време цара Константина Великог. Своју рану младост је провео доста бурно, али је у једном тренутку променио начин живота и постао ревносни хришћанин. Био је ученик Јакова Нисибијског, а савременик и пријатељ Василија Великог.
Као што извор, који непрестано излива из себе чисте водене струје и обилне потоке, никада не забрањује ономе који жели да се у обиљу наслађива бадава чистом водом, тако и божанска благодат отворена је свима да би се сваки наслађивао колико хоће.
Јефрем је непрестано писао књиге, усмено поучавао монахе и народ у Едеси, или се предавао молитви и размишљању. Кад су га хтели поставити за епископа, он се направио луд, јурећи кроз град Едесу и вукући за собом своју хаљину, након чега су га оставили на миру. Умро је у дубокој старости 378. године.
Православна црква слави га 28. јануара по јулијанском, а 10. фебруара по грегоријанском календару.